# Wasserturm Leverkusen-Bürrig

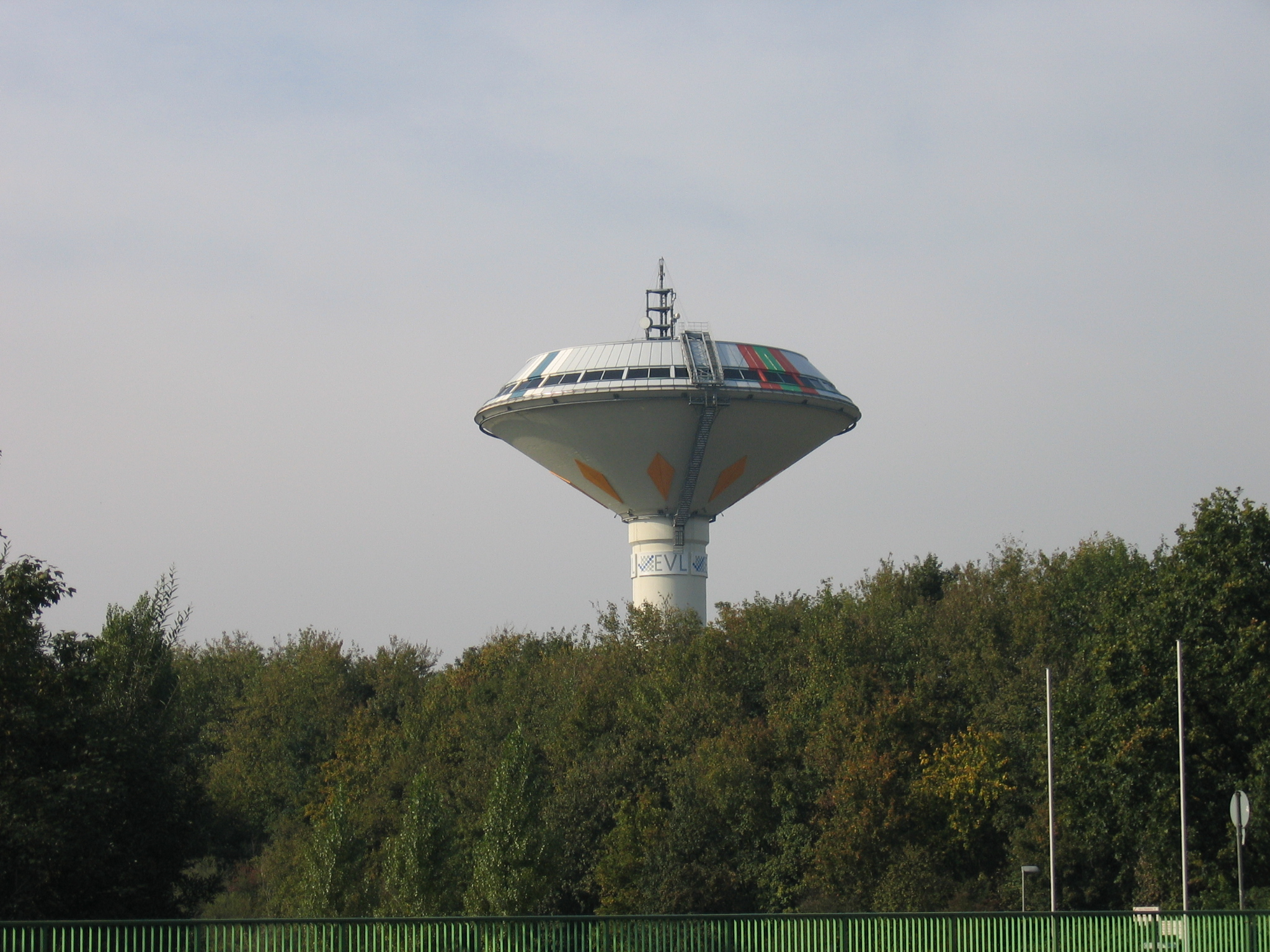
Wasserturm Bürrig

Der Wasserturm Leverkusen-Bürrig ist der Wasserturm der Energieversorgung Leverkusen GmbH & Co. KG (EVL) im Stadtteil Bürrig der Stadt Leverkusen (Nordrhein-Westfalen) und als weithin sichtbare Landmarke zugleich ein Wahrzeichen der Stadt. Technischer Zweck des Wasserturms waren ein garantiert konstanter Wasserdruck für die Versorgungsleitungen der Stadt und die Fähigkeit, auf Spitzenverbräuche vorbereitet zu sein.
Der Standort an der heutigen Olof-Palme-Straße wurde von den Leverkusener Stadtwerken im März 1973 ausgesucht. 1975 wurde der Wasserturm in Auftrag gegeben, der Baubeginn war im Juli 1975. Die Stahlbetonkonstruktion des Turms wurde in Gleitbauweise errichtet, wobei 3.000 m³ Stahlbeton, 500 Tonnen Stahl und 12.500 m² Verschalung verbaut wurden. Ende 1977 wurde der Turm fertiggestellt und im Sommer 1978 auch für Besucher eröffnet. Der Schaft hat einen Durchmesser von 8 Metern. Die beiden voneinander getrennten Speicherkammern haben ein Fassungsvermögen von insgesamt 4000 m³. Die Baukosten betrugen 5 Mio. DM. Seit seiner Fertigstellung dient das mit 72,45 Metern höchste für die Öffentlichkeit zugängliche Gebäude Leverkusens mit einem Behälterdurchmesser von 42 Metern zugleich als Aussichtsplattform.
1993 wurde der Wasserturm zum ersten Mal saniert: eine neue Dachdämmung, eine neue Aluminium-Verkleidung und eine Befahranlage wurden eingebaut. 1999 folgte die Umgestaltung der Turmtassenunterseite in Kompass-Optik. Den künstlerischen Entwurf hierzu lieferte der Leverkusener Architekt Eberhard Foest. Zur Eröffnung der Landesgartenschau 2005 wurde nach eineinhalbjähriger Schließung wegen Sanierungsarbeiten die Besucherplattform des Wasserturms für ein deutlich größeres Publikum geöffnet. Als Werbung für die Landesgartenschau wurde das Laga-Logo unterhalb der Turmtasse installiert und später durch das EVL-Logo ersetzt.
Von oben bietet sich den Besuchern ein Rundum-Blick aus der Vogelperspektive auf Leverkusen, auf das Gelände der ehemaligen Landesgartenschau 2005 (seit 2006 Neuland-Park) bis zur Nachbarstadt Köln oder, bei guter Sicht, sogar bis zum Siebengebirge bei Bonn. Auf der Aussichtsplattform informiert eine Ausstellung über die Trinkwasserversorgung und das Energieversorgungsunternehmen EVL.
Schon vor dem Umbau wurde die Aussicht vom Turm geschätzt: So besuchten in den Jahren 2000 bis 2003 bis zu 2500 Gäste jährlich die Aussichtsplattform, im Jahr 2019 waren es über 5000.
Zur Weihnachtszeit wird die Spitze in Form eines Weihnachtsbaumes dekoriert und mit vertikal verlaufenden Lichterketten erleuchtet.
Der 40. Geburtstag des Wasserturms Leverkusen-Bürrig wurde am 1. Juli 2018 mit einem "Wasserturm-Geburtstagsfest" gefeiert.

## Trivia
Der Wasserturm wird in der Fanhymne von Bayer 04 Leverkusen erwähnt.